# Кунья (приток Ловати)
Ку́нья — река на северо-западе европейской части Российской Федерации, правый и самый крупный приток Ловати.

Длина — 236 км, площадь бассейна — 5143 км², средний расход в устье — 44,8 м³/с. Принадлежит к бассейну Балтийского моря, крупнейший населённый пункт на реке — город Холм (в устье). Посёлок Кунья Псковской области расположен в 13 км от реки на притоке Лусне. Крупнейшие притоки — Усвята, Серёжа, Большой Тудер, Малый Тудер. Почти все притоки Куньи — правые, поскольку на западе практически параллельно протекает Ловать. Самый крупный приток — Серёжа.
Кунья берёт начало из озера Встеселево на высоте 168,3 м в Куньинском районе Псковской области, далее течёт с юга на север по территории Тверской и Новгородской областей, впадает в Ловать в черте города Холм 192 км от устья Ловати.
В верхнем течении река извилиста, берега сильно заболочены. За устьем Усвяты река входит в лесистую долину, ширина составляет 30 — 40 метров. На этом участке река образует многочисленные пороги и перекаты. После впадения Серёжи ширина реки увеличивается до 80 м.
Река представляет интерес для туристов-водников.
В начале XX века за исток было принято брать озеро Едрица.

## Притоки (км от устья)
- 2,9 км: река Большой Тудер (Тудер, Губень)
- 5,2 км: река Малый Тудер (Губень)
- 13 км: река Алешня
- 33 км: река Серёжа
- 48 км: река Рубежница
- 91 км: река Ока
- 95 км: река Большая Ноша
- 101 км: река Губенка
- 109 км: река Свирица
- 120 км: река Добша (Допша)
- 121 км: река Черность
- 132 км: река Усвята (Усважа, Свята)
- 162 км: река Лусня
- 177 км: река Марята